# Irak en los Juegos Paralímpicos de Tokio 2020
Irak estuvo representado en los Juegos Paralímpicos de Tokio 2020 por un total de diecinueve deportistas, catorce hombres y cinco mujeres.

## Medallistas
El equipo paralímpico iraquí obtuvo las siguientes medallas:
| Nombre           | Deporte                   | Evento                 |
| ---------------- | ------------------------- | ---------------------- |
| Oro              |                           |                        |
| —                |                           |                        |
| Plata            |                           |                        |
| Garah Tnaiash    | Atletismo                 | Peso F40 masculino     |
| Bronce           |                           |                        |
| Wildan Nujailawi | Atletismo                 | Jabalina F41 masculino |
| Faris Abed       | Levantamiento de potencia | +107 kg masculino      |